# 舒姆
舒姆（法語：Choum）是毛里塔尼亚北部的一个城镇，临近西撒哈拉边界，属阿德拉尔省管辖。根据毛里塔尼亚2000年的人口统计数据，舒姆共有居民2,735人。

## 历史
舒姆因其跨撒哈拉贸易路线上位置的重要性而兴起，又随着路线的变更而衰落。1977年，舒姆曾受法国军队攻击，因其怀疑舒姆是西撒人阵人员的藏身基地。当时城镇周围的防御设施留存至今。

## 交通
毛里塔尼亚铁路在舒姆设有站点，可以通过铁路到达西到努瓦迪布，北到祖埃拉特的区域。此外，舒姆也是前往阿德拉尔高原和首都努瓦克肖特等地的交通中转站。 

### 铁路

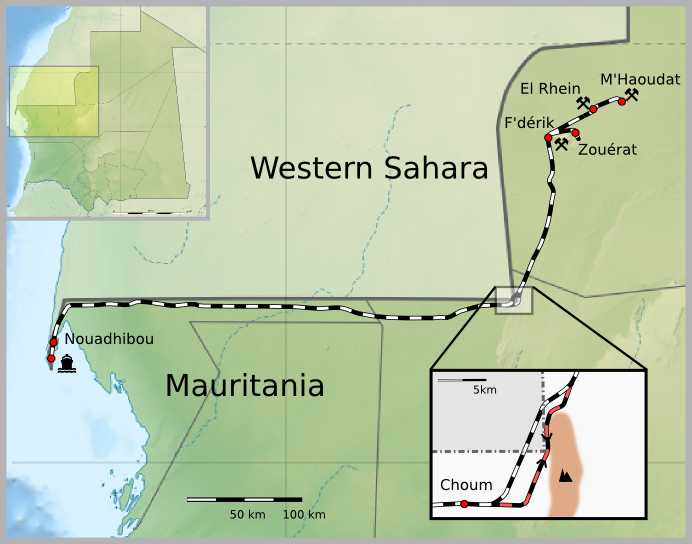
毛里塔尼亚铁路的路线，标红为路线保持在毛里塔尼亚境内的设计方案

舒姆所在的位置为一山嘴，恰好是毛里塔尼亚与西撒哈拉边界的拐点。20世纪60年代早期，法国殖民当局欲建设一条由努瓦迪布通向祖埃拉特的铁路，以利用祖埃拉特的铁矿资源。管辖西撒哈拉的西班牙政府想让铁路通过相对西撒哈拉平坦的沙漠地区，但这是法国方面不能接受的。法国工程师因此将铁路线设计成与边境平行，下穿花岗岩以保持铁路不越过边界。这条隧道被称为“monument to European stupidity in Africa”。特别是1975-1976年西班牙撤出西撒哈拉，西撒哈拉南部归毛里塔尼亚管辖时，这个设计更加显得奇怪。现在隧道已经不再使用，铁路有5 km的路段穿越西撒人阵控制下的西撒哈拉（21°21′18″N 13°00′46″W / 21.354867°N 13.012644°W）。

### 公路
从阿塔尔到祖埃拉特的N1公路经过舒姆，路径多沙，四轮驱动的车辆更适合行走。普通车辆可在舒姆使用平板车运输。